# Tití negre
El tití negre (Cheracebus lugens) és una espècie de primat de la família dels pitècids. Fins no fa gaire, aquest tití era considerat una subespècie del tití de collar (C. torquatus). Com tots els titís, es tracta d'un primat relativament petit i de pèl suau. Viu al Brasil, Colòmbia i Veneçuela.